# Пурга

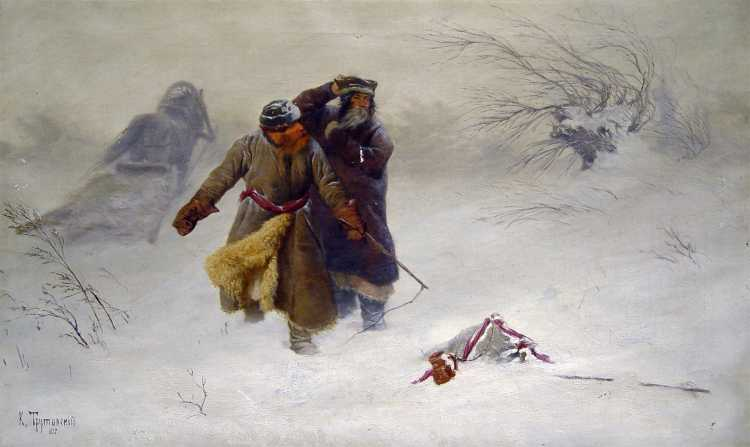
К. Трутовский. Пурга, 1887

Пурга́ (от фин. purku — метель) — сильная низовая метель, преимущественно возникающая в равнинных безлесных местностях при вторжениях холодного воздуха. Пурга может идти при отсутствии снегопада и ясном небе, при этом происходит ветровой перенос уже выпавшего снега.
В прибрежных районах (в частности, на берегах Берингова пролива, на Камчатке) пурга со снегопадом часто происходит во время оттепелей. При этом происходит налипание мокрого снега.